# Guébié
Le canton Guebié est un canton de l'ethnie  Bété, ils sont regroupés en 7 gros villages dans  la sous préfecture de Gnagbodougnoa département de Gagnoa région du Gôh en Côte d'Ivoire, pays d' Afrique de l'ouest
ce n'est donc pas un groupe ethnique.